# Frans voetbalkampioenschap 1932/33

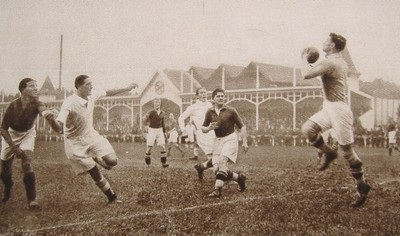

In 1932/33 werd het allereerste professionele voetbalkampioenschap georganiseerd door de Franse voetbalbond. Voor die tijd werd sinds 1892 een kampioenschap georganiseerd voor amateurteams.

## Wedstrijden

### Groep A
| Thuis\Uit              | Lille | Marseille | RC Paris | Sète | Nîmes | Exc | Nice | Club Français | Hyères | Mulhouse |
| ---------------------- | ----- | --------- | -------- | ---- | ----- | --- | ---- | ------------- | ------ | -------- |
| Olympique Lillois      |       | 1-2       | 4-1      | 4-2  | 4-0   | 2-0 | 3-0  | 5-3           | 2-1    | 2-0      |
| Olympique de Marseille | 7-0   |           | 1-0      | 3-1  | 2-0   | 2-2 | 1-0  | 5-1           | 1-2    | 3-1      |
| RC Paris               | 0-1   | 3-1       |          | 5-3  | 3-1   | 2-2 | 2-2  | 4-1           | 2-1    | 2-1      |
| FC Sète                | 1-0   | 1-1       | 3-2      |      | 1-1   | 0-2 | 1-2  | 3-2           | 1-0    | 1-1      |
| SC Nîmes               | 0-3   | 1-3       | 5-1      | 1-3  |       | 2-0 | 2-0  | 3-1           | 3-0    | 3-1      |
| Excelsior AC Roubaix   | 2-1   | 2-1       | 1-1      | 0-3  | 4-4   |     | 2-2  | 4-1           | 2-1    | 2-2      |
| OGC Nice               | 2-3   | 1-0       | 0-0      | 2-2  | 2-3   | 2-2 |      | 2-0           | 2-1    | 5-2      |
| Club Français          | 1-3   | 6-2       | 5-5      | 2-3  | 5-2   | 2-2 | 2-0  |               | 2-2    | 5-0      |
| Hyères FC              | 0-1   | 1-1       | 1-2      | 1-2  | 2-2   | 3-1 | 1-0  | 3-1           |        | 1-1      |
| FC Mulhouse            | 1-2   | 1-4       | 3-5      | 3-1  | 3-4   | 6-2 | 5-2  | 2-3           | 3-1    |          |

### Groep B
| Thuis/Uit              | Antibes | Cannes | Sochaux | Montpellier | CA Paris | Rennes                                                                     | Fives | Red Star | Metz | Alès |
| ---------------------- | ------- | ------ | ------- | ----------- | -------- | -------------------------------------------------------------------------- | ----- | -------- | ---- | ---- |
| FC Antibes             |         | 1-0    | 4-1     | 0-2         | 3-0      | 3-1                                                                        | 5-0   | 2-0      | 1-1  | 0-0  |
| AS Cannes              | 3-0     |        | 1-1     | 3-0         | 2-2      | 3-0                                                                        | 5-5   | 2-1      | 0-1  | 2-0  |
| FC Sochaux-Montbéliard | 1-3     | 2-1    |         | 2-3         | 1-3      | 2-1                                                                        | 6-4   | 1-1      | 5-0  | 5-2  |
| SO Montpellier         | 2-1     | 1-2    | 2-0     |             | 3-4      | 1-0                                                                        | 4-2   | 1-1      | 7-3  | 2-0  |
| CA Paris               | 2-3     | 1-1    | 3-5     | 2-2         |          | 3-1                                                                        | 1-2   | 2-2      | 2-1  | 2-1  |
| Stade Rennais UC       | 0-0     | 5-4    | 1-1     | 6-1         | 3-1      |                                                                            | 0-1   | 3-1      | 4-0  | 4-0  |
| SC Fives               | 0-5     | 1-1    | 2-2     | 2-3         | 0-2      | 4-4                                                                        |       | 3-2      | 8-1  | 3-0  |
| Red Star Olympique     | 2-3     | 1-1    | 0-1     | 4-0         | 3-4      | 1 6-2\|\|style="background:#FFDFDF;"\|0-1\|\|style="background:#EFEFEF;"\| | 2-2   | 5-0      |      |      |
| FC Metz                | 3-2     | 0-2    | 0-3     | 2-1         | 2-3      | 1-2                                                                        | 0-0   | 1-7      |      | 4-0  |
| Olympique Alès         | 3-3     | 2-4    | 0-1     | 2-2         | 2-1      | 4-4                                                                        | 7-4   | 0-0      | 2-3  |      |

|  | Thuisoverwinning |  | Gelijkspel |  | Uitoverwinning |

## Eindstand

### Groep A
| Plaats | Club                   | Ptn | Wed | W  | G | V  | DV | DT | DS  | Opmerking                                      |
| ------ | ---------------------- | --- | --- | -- | - | -- | -- | -- | --- | ---------------------------------------------- |
| 1      | Olympique Lillois      | 28  | 18  | 14 | 0 | 4  | 41 | 23 | +18 | Winnaar van groep A Gekwalificeerd voor finale |
| 2      | Olympique de Marseille | 23  | 18  | 10 | 3 | 5  | 40 | 24 | +16 |                                                |
| 3      | RC Paris               | 21  | 18  | 8  | 5 | 5  | 40 | 36 | +4  |                                                |
| 4      | FC Sète                | 20  | 18  | 8  | 4 | 6  | 32 | 32 | 0   |                                                |
| 5      | SC Nîmes               | 19  | 18  | 8  | 3 | 7  | 37 | 38 | -1  |                                                |
| 6      | Excelsior AC Roubaix   | 18  | 18  | 5  | 8 | 5  | 32 | 37 | -5  | (Winnaar Coupe de France)                      |
| 7      | OGC Nice               | 15  | 18  | 5  | 5 | 8  | 26 | 32 | -6  |                                                |
| 8      | Club Français          | 13  | 18  | 5  | 3 | 10 | 43 | 50 | -7  | Degradatie naar Division 2                     |
| 9      | Hyères FC              | 12  | 18  | 4  | 4 | 10 | 22 | 29 | -7  | Degradatie naar Division 2                     |
| 10     | FC Mulhouse            | 11  | 18  | 4  | 3 | 11 | 36 | 48 | -12 | Degradatie naar Division 2                     |

(Overwinning:2 ptn, gelijkspel:1 punt, verlies:0 ptn)

### Groep B
| Plaats | Club                   | Ptn | Wed | W  | G | V  | DV | DT | DS  | Opmerking                                      |
| ------ | ---------------------- | --- | --- | -- | - | -- | -- | -- | --- | ---------------------------------------------- |
| 1      | FC Antibes             | 24  | 18  | 10 | 4 | 4  | 39 | 21 | +18 | Gediskwalificeerd                              |
| 2      | AS Cannes              | 22  | 18  | 8  | 6 | 4  | 37 | 24 | +13 | Winnaar van groep B Gekwalificeerd voor finale |
| 3      | FC Sochaux-Montbéliard | 22  | 18  | 9  | 4 | 5  | 40 | 31 | +9  |                                                |
| 4      | SO Montpellier         | 21  | 18  | 9  | 3 | 6  | 37 | 36 | +1  |                                                |
| 5      | CA Paris               | 20  | 18  | 8  | 4 | 6  | 38 | 37 | +1  |                                                |
| 6      | Stade Rennais UC       | 18  | 18  | 7  | 4 | 7  | 41 | 36 | +5  |                                                |
| 7      | SC Fives               | 17  | 18  | 6  | 5 | 7  | 42 | 48 | -6  |                                                |
| 8      | Red Star Olympique     | 14  | 18  | 4  | 6 | 8  | 38 | 29 | +9  | Degradatie naar Division 2                     |
| 9      | FC Metz                | 13  | 18  | 5  | 3 | 10 | 25 | 51 | -26 | Degradatie naar Division 2                     |
| 10     | Olympique Alès         | 9   | 18  | 2  | 5 | 11 | 25 | 49 | -24 | Degradatie naar Division 2                     |

(Overwinning:2 ptn, gelijkspel:1 punt, verlies:0 ptn)

### Finale
| Teams             | Olympique Lillois - AS Cannes                                                                                                  |
| Score             | 4 - 3 |
| Datum             | 14 mei 1933 |
| Stadion           | Stade Olympique Yves-du-Manoir, Colombes 12 000 toeschouwers                                                                   |
| Goals             | Barrett, Varga, Winckelmans (75e, 86e) voor Olympique Lillois - Fecchino (59e), Calecca (78e), Tourniaire (82e) voor AS Cannes |
| Olympique Lillois | Défossé; Vandooren, Théry; Meuris, MacGowan, Beaucourt; Decottignies, Varga, Delannoy, Amard, Winckelmans                      |
| AS Cannes         | Roux; Tourniaire, Nagy; Béraudo, Kvasz, Cler; Calecca, Fecchino, Bardot, Hilier, Cornelli                                      |

## Topschutters
| Plaats | Speler            | Nat.                                      | Club                   | Goals |
| ------ | ----------------- | ----------------------------------------- | ---------------------- | ----- |
| 1      | Robert Mercier    | Vlag van Frankrijk                        | Club Français          | 15    |
| -      | Walter Kaiser     | Vlag van Duitse Keizerrijk                | Stade Rennais UC       | 15    |
| 3      | Joseph Alcazar    | Vlag van Frankrijk                        | Olympique de Marseille | 14    |
| -      | Fecchino          | Vlag van Frankrijk                        | AS Cannes              | 14    |
| 5      | Johann Hans Klima | Vlag van Oostenrijk                       | FC Antibes             | 13    |
| -      | Finamore          |                                           | Red Star Olympique     | 13    |
| 7      | Saint-Pé          |                                           | SC Fives               | 12    |
| -      | Istvan Zavadsky   | Vlag van Hongarije (1915-1918, 1919-1946) | SO Montpellier         | 12    |
| -      | Bertrand          |                                           | Red Star Olympique     | 12    |
| 10     | André Cheuva      | Vlag van Frankrijk                        | SC Fives               | 11    |
| -      | Ernest Liberati   | Vlag van Frankrijk                        | SC Fives               | 11    |
| -      | Dominique         |                                           | Stade Rennais UC       | 11    |

1932/33 · 1933/34 · 1934/35 · 1935/36 · 1936/37 · 1937/38 · 1938/39 · 1939/40 · 1940/41 · 1941/42 · 1942/43 · 1943/44 · 1944/45 · 1945/46 · 1946/47 · 1947/48 · 1948/49 · 1949/50 · 1950/51 · 1951/52 · 1952/53 · 1953/54 · 1954/55 · 1955/56 · 1956/57 · 1957/58 · 1958/59 · 1959/60 · 1960/61 · 1961/62 · 1962/63 · 1963/64 · 1964/65 · 1965/66 · 1966/67 · 1967/68 · 1968/69 · 1969/70 · 1970/71 · 1971/72 · 1972/73 · 1973/74 · 1974/75 · 1975/76 · 1976/77 · 1977/78 · 1978/79 · 1979/80 · 1980/81 · 1981/82 · 1982/83 · 1983/84 · 1984/85 · 1985/86 · 1986/87 · 1987/88 · 1988/89 · 1989/90 · 1990/91 · 1991/92 · 1992/93 · 1993/94 · 1994/95 · 1995/96 · 1996/97 · 1997/98 · 1998/99 · 1999/00 · 2000/01 · 2001/02 · 2002/03 · 2003/04 · 2004/05 · 2005/06 · 2006/07 · 2007/08 · 2008/09 · 2009/10 · 2010/11 · 2011/12 · 2012/13 · 2013/14 · 2014/15 · 2015/16 · 2016/17 · 2017/18 · 2018/19 · 2019/20 · 2020/21 · 2021/22 · 2022/23 · 2023/24 · 2024/25